# Polyvox
Polyvox é uma empresa brasileira de eletroeletrônicos fundada em 1967 que atingiu grande sucesso nas décadas de 70 e 80. Foi fundada por Moris Arditti e Mario Pucci, que também eram sócios em uma loja de som em São Paulo, a Studio3. Mais tarde juntou-se a eles o Eng. Luis Alberto Leme Salvatore, que além de participar da diretoria adquiriu uma participação minoritária na companhia. Durante muitos anos, a Polyvox foi a maior concorrente da Gradiente até ser adquirida por ela no final de 1979. Além de suas instalações em Osasco, SP, a empresa também mantinha uma planta industrial em Manaus, AM.
Depois da aquisição pela Gradiente, todo o know-how da Polyvox com suas caixas de som e aparelhos modulares foi integrado à Gradiente para que começasse, então, a produção dos sistemas que marcaram a década seguinte: os famigerados 3-em-1, bem como os gravadores de rádio e uma versão brasileira do Atari 2600. Os modulares ainda resistiram por mais essa década sob a chancela da Gradiente, que trazia em alguns modelos o nome da Polyvox em seus gabinetes, até sumirem por completo do mercado nos anos 1990. 
No fim da década de 1980 os equipamentos modulares foram descontinuados, e por sua vez os mais populares conjuntos integrados perderam lugar definitivo na prateleiras.

## Retorno
Em 2017, a marca voltou ao mercado, por hora focando apenas no mercado de áudio, comercializando caixas amplificadas com Bluetooth em dois modelos: Bazuka X-Beat XB-650 e XB-850. Em 2018, a marca lançou os produtos XB-450 e a XB-860(igual a 850, mas com Rádio FM), e descontinuou a XB-850. Em 2020, numa entrevista ao site Canaltech, o sócio-diretor da Polyvox Luiz Kencis afirmou que a empresa está trazendo novos produtos, incluindo uma linha de produtos retrô, como a volta dos toca-discos de vinil e um provável retorno dos sistemas modulares, os famosos 3-em-1.